# Le Monte-Carlo Sun
Le Monte-Carlo Sun är ett höghus som ligger på 74 Boulevard d'Italie i distriktet La Rousse/Saint-Roman i Monaco. Den är den tionde högsta byggnaden tillsammans med Le Mirabeau och Park Palace inom furstendömet och är 81 meter och har 26 våningar.
Byggnaden uppfördes 1984 och ritades av den franska arkitekten Jean Ginsberg.
Höghuset inrymmer Danmarks generalkonsulat samt Gabons och Rumäniens honorärkonsulater.